# Wade (Maine)
Wade es un pueblo ubicado en el condado de Aroostook en el estado estadounidense de Maine. En el Censo de 2010 tenía una población de 283 habitantes y una densidad poblacional de 3 personas por km².

## Geografía
Wade se encuentra ubicado en las coordenadas 46°47′45″N 68°14′55″O / 46.79583, -68.24861. Según la Oficina del Censo de los Estados Unidos, Wade tiene una superficie total de 94.2 km², de la cual 93.51 km² corresponden a tierra firme y (0.72%) 0.68 km² es agua.

## Demografía
Según el censo de 2010, había 283 personas residiendo en Wade. La densidad de población era de 3 hab./km². De los 283 habitantes, Wade estaba compuesto por el 97.88% blancos, el 0% eran afroamericanos, el 0% eran amerindios, el 1.41% eran asiáticos, el 0% eran isleños del Pacífico, el 0.35% eran de otras razas y el 0.35% pertenecían a dos o más razas. Del total de la población el 1.41% eran hispanos o latinos de cualquier raza.